# 変電設備
変電設備（へんでんせつび）は、変電とその監視・制御を行うための電気工作物である。

## 形態

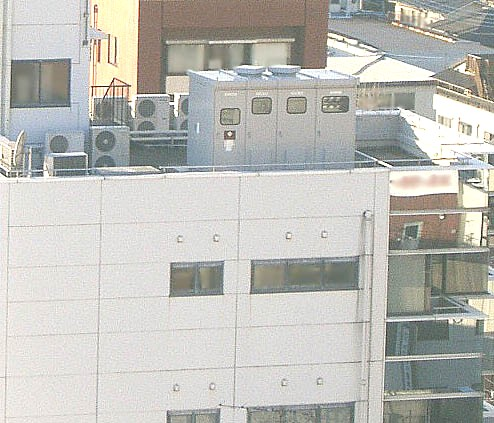
建物の屋上に設置されたキュービクル

閉鎖型
接地された金属箱内に機器を納めたものである。屋外用と屋内用とがある。
利点として、安全性が高いこと、据付面積が小さいこと、工場生産が可能で工期が短いことがある。一方、欠点として、稼動時の目視点検が行いにくいこと、能力増強・機器の入替時に同一設計のものの使用が必要で融通性に乏しいことがある。
- キュービクル : 一つの金属箱内に全ての機器を納めたもの
- メタルクラッド : 各機能別に金属箱が区切られたもの

開放型
鋼材などでフレームをつくり、そこに機器を取り付けて設備を構成するものである。
利点として、配線・機器を直接目視して点検できること、能力増強・機器の入れ替えなどの融通性があることがある。一方、欠点として、高圧充電部が剥き出しになっている部位があり安全性が低いこと、大きな設置面積が必要であること、据付時の現場作業が多く、工期が長く、専門の技能を持った作業員が必要であることがある。

## 設置場所
屋内
建物内に設置する物。信頼性の向上や、点検の簡素化が可能であるが、建築費が高くなる。
地下
都心部など、地価が非常に高く需要密度の高い地域に用いられる。建築費が非常に高く、火災防止のため不燃化や難燃化された機器・配線を使用する。地下浸水などからの保護に配慮する。需要密度の高い地域であるので供給信頼性の高い構成とする。
屋外
建築費が安い。信頼性や点検の簡素化のために設計上の配慮が必要とされる。
- 柱上 : 電柱上に設置されるもので、公衆への危険が無いように配慮されなければならない。
- 地上 : 公衆が立ち入らないように柵などを設置し施錠しておく。
- 建物の屋根上 : 工事や点検時の安全を考慮する。

## 構成
- 母線 : 電力を配分する。
- 変成器: 電圧を変換（変圧器）・電流を変流する。（変流器）
- 遮断器・開閉器: 電圧・電流を遮断・開閉する。
- 電気計器: 電圧・電流・電力・力率・積算電力量などを測定する。
- 保安装置
  - 保護継電器: 事故を検知し、制御信号を出力する。過電流継電器(OCR)、地絡継電器、不足電圧継電器(UVR)
  - 操作用電源装置 : 外部電源が遮断された場合も、保安装置などの電源を確保する。